# Mario & Sonic bei den Olympischen Spielen Rio 2016
Mario & Sonic bei den Olympischen Spielen Rio 2016, international auch bekannt als Mario & Sonic at the Rio 2016 Olympic Games (japanisch マリオ&ソニック AT リオオリンピック, Hepburn: Mario ando Sonikku atto Rio Orinpikku) ist eine Computerspiel-Sportsimulation, die von Nintendo erstmals am 18. Februar 2016 für Nintendo 3DS sowie Arcade und am 23. Juni 2016 erstmals für Wii U veröffentlicht wurde.
Es handelt sich hierbei um ein offiziell lizenziertes Videospiel zu den Olympischen Sommerspielen 2016, die vom 5. bis 21. August 2016 in Rio de Janeiro, Brasilien, ausgetragen wurden.
Es ist der Nachfolger von Mario & Sonic bei den Olympischen Spielen (2007 Wii, 2008 DS) und Mario & Sonic bei den Olympischen Winterspielen (2009 Wii, DS), Mario & Sonic bei den Olympischen Spielen London 2012 (2011 Wii, 2012 3DS) und Mario & Sonic bei den Olympischen Winterspielen Sotschi 2014 (2013 Wii U) und Vorgänger von Mario & Sonic bei den Olympischen Spielen Tokyo 2020 (2019 Switch, 2020 Arcade).

## Gameplay
In Mario & Sonic bei den Olympischen Spielen Rio 2016 übernimmt der Spieler wahlweise die Kontrolle über einen der insgesamt 41 verschiedenen Charaktere aus dem Super-Mario- und aus dem Sonic-the-Hedgehog-Universum und versucht, in den offiziellen Disziplinen der Olympischen Sommerspiele 2016 möglichst gut abzuschneiden, um dabei Goldmedaillen zu verdienen. In jeder Disziplin wird die jeweilige Steuerung zunächst textlich und bildlich erklärt. Dabei kommt bei der Wii-U-Version hauptsächlich die Bewegungssteuerung der Wii-Fernbedienung und das Wii U GamePad und auf dem Nintendo 3DS der Touchscreen zum Einsatz.
Auf der Wii-U-Version gibt es den sogenannten Copacabana-Beach-Modus, in dem man als Mii-Charakter am Strand von Copacabana herumlaufen und mit anderen Charakteren aus den Spieleserien oder Miis reden kann. Diese stellen teils Aufgaben in Form der Disziplinen zur Verfügung. Die 3DS-Version verfügt über den Road-to-Rio-Modus, in dem man sich als Mii entweder Team Mario oder Team Sonic anschließt und ebenfalls mit NPCs redet und Disziplinen spielt. Auf dem 3DS gibt es zudem einen Herausforderungs-Modus, in dem die Disziplinen zunehmend schwieriger werden, und den Pocket-Marathon-Modus, in dem das System erkennt, wenn man mit dem 3DS läuft. Dabei können via StreetPass Begegnungen mit bis zu 32 anderen Spielern am Stück ausgetauscht werden. Beide Versionen sind kompatibel mit amiibo, jedoch nur mit einem beliebigen Mario-amiibo, welcher Mario in Gold-Mario verwandelt, sowie mit dem Sonic-amiibo, welcher Sonic in Super Sonic verwandelt. Diese Transformationen verändern die Spielfiguren nur rein optisch.

### Charaktere
Es kann aus zehn Charakteren der Super-Mario-Serie und zehn Charakteren der Sonic-the-Hedgehog-Serie gewählt werden, die auf allen Versionen — Wii U, 3DS, Arcade — verfügbar sind. Diese 20 Hauptcharaktere sind auf der Wii U und Arcade für alle Disziplinen spielbar, auf dem 3DS hingegen können hiervon nur Mario und Sonic in allen Disziplinen antreten, die anderen nur in dafür vorgesehenen Disziplinen. Zusätzlich ist der eigene Mii auf Wii U und 3DS für alle Disziplinen spielbar. Außerdem stehen erstmals 14 weitere Charaktere auf Wii U (davon 13 auch auf 3DS) aus beiden Serien in ausschließlich bestimmten Disziplinen zur Auswahl und sind in der nachfolgend aufgeführten Tabelle daher kursiv geschrieben, wenn sie auch in der Wii-U-Version nur in bestimmten Disziplinen zur Verfügung stehen. Darüber hinaus sind auf der Nintendo-3DS-Version nochmals sieben weitere Charaktere auswählbar. Diese 3DS-exklusiven, spielbaren Charaktere sind mit dieser Fußnote 2 gekennzeichnet, hingegen Toad als einziger Charakter, der nur auf der Wii U und Arcade, nicht aber auf dem 3DS auswählbar ist, mit dieser Fußnote 1 versehen wurde. Die einzigen zusätzlichen Charaktere der Arcade-Version neben den 20 Hauptcharakteren sind Toad, Mopsie, Rouge the Bat und E-123 Omega. Alle Charaktere verfügen über verschiedene Schwerpunkte und Attribute wie Geschwindigkeit, Kraft, Fertigkeit und Ausdauer.
| Spielbare Charaktere in Mario & Sonic 2016 | Spielbare Charaktere in Mario & Sonic 2016 | Spielbare Charaktere in Mario & Sonic 2016 |
| Klasse | Super-Mario-Charaktere                     | Sonic-the-Hedgehog-Charaktere              |
| --- | ------------------------------------------ | ------------------------------------------ |
| Alleskönner | Mario                                      | Amy Rose                                   |
| Alleskönner | Luigi                                      | Blaze the Cat                              |
| Alleskönner | Bowser Jr.                                 | —                                          |
| Geschwindigkeitstypen | Yoshi                                      | Sonic the Hedgehog                         |
| Geschwindigkeitstypen | Prinzessin Daisy                           | Shadow the Hedgehog                        |
| Geschwindigkeitstypen | Diddy Kong                                 | Metal Sonic                                |
| Geschwindigkeitstypen | Mopsie                                     | Jet the Hawk                               |
| Geschwindigkeitstypen | Toad 1                                     | Wave the Swallow                           |
| Geschwindigkeitstypen | —                                          | Zazz                                       |
| Fertigkeitstypen | Prinzessin Peach                           | Miles Tails Prower                         |
| Fertigkeitstypen | Waluigi                                    | Dr. Eggman                                 |
| Fertigkeitstypen | Rosalina                                   | Silver the Hedgehog                        |
| Fertigkeitstypen | Larry Koopa                                | Rouge the Bat                              |
| Fertigkeitstypen | Ludwig von Koopa 2                         | Espio the Chameleon                        |
| Fertigkeitstypen | Birdo 2                                    | Sticks the Badger                          |
| Fertigkeitstypen | Knochentrocken 2                           | Cream the Rabbit 2                         |
| Fertigkeitstypen | —                                          | Dr. Eggman Nega 2                          |
| Krafttypen | Wario                                      | Knuckles the Echidna                       |
| Krafttypen | Bowser                                     | Vector the Crocodile                       |
| Krafttypen | Donkey Kong                                | Zavok                                      |
| Krafttypen | Knochenbowser                              | E-123 Omega 2                              |
| Krafttypen | Wendy O. Koopa                             | —                                          |
| Krafttypen | Roy Koopa 2                                | —                                          |
| Anmerkungen: 1 Nur auswählbar in der Wii-U- und Arcade-Version des Spiels 2 Nur auswählbar in der 3DS-Version des Spiels 3 Kursiv geschriebene Charaktere sind auch auf der Wii U nur in bestimmten Disziplinen auswählbar |                                            |                                            |

Andere Charaktere, die als Teammitglieder an den Disziplinen in Mannschaftssportarten teilnehmen, werden nachfolgend aufgeführt. Diese können verschiedenfarbige Varianten spielbarer Charaktere darstellen oder solche, die nicht selbst spielbar sind. Auch die Schiedsrichter und Zuschauer entstammen aus den beiden Videospielserien. Außerdem aufgeführt werden Charaktere, die anderweitig im Spiel zu sehen sind und die Charaktere, die selbst nicht im Spiel auftauchen, jedoch die folgenden Mii-Outfits auf ihnen basieren.
| Nicht-spielbare Charaktere in Mario & Sonic 2016                                                                              | Nicht-spielbare Charaktere in Mario & Sonic 2016 | Nicht-spielbare Charaktere in Mario & Sonic 2016                                 | Nicht-spielbare Charaktere in Mario & Sonic 2016                                                     | Nicht-spielbare Charaktere in Mario & Sonic 2016                                                                                         |
| Teammitglieder | Schiedsrichter                                   | Zuschauer                                                                        | Weitere Auftritte                                                                                    | Mii-Outfits |
| --- | ------------------------------------------------ | -------------------------------------------------------------------------------- | --- | --- |
| - Yoshi (alternative Farben) - Toad (alternative Farben) - Birdo (alternative Farben) - Boom Boom - Pun Pun - Chao - Egg Pawn | - Lakitu - Charmy Bee                            | - Toad - Gumba - Koopa - Shy Guy - Chao - Tiere - Flicky - Picky - Pecky - Cucky | - Buu Huu - Piranha-Pflanze - Steinblock - Gumbaturm - Palma - Big the Cat - Orbot - Cubot - Omochao | - Iggy Koopa - Lemmy Koopa - Morton Koopa - Gold-Mario - Tikal the Echidna - Marine the Raccoon - Chip - Super Sonic - Sonic the Werehog |

### Disziplinen
Die verfügbaren Disziplinen unterscheiden sich je nach Version. So ist beispielsweise Rugby nur auf der Wii U vorhanden, während Golf nur auf dem Nintendo 3DS spielbar ist. Mit 13 offiziellen Disziplinen verfügt das Spiel über weniger Disziplinen als alle anderen Serienableger. Die Arcade Edition verfügt zwar nur über neun Disziplinen, davon sind aber Hammerwurf und Trampolinturnen exklusiv für diese Version. Neben diesen offiziellen Disziplinen verfügt die Wii-U-Version über drei sogenannte Duelldisziplinen, welche die serientypischen Traumdisziplinen in diesem Ableger ersetzen. Dafür verfügt die 3DS-Version im „Road to Rio-Modus“ zusätzlich über insgesamt 30 Disziplinen des Vorgängers Mario & Sonic bei den Olympischen Spielen London 2012.
| Sportart            | Disziplinen Wii-U-Version  | Disziplinen 3DS-Version    | Disziplinen Arcade Edition |
| ------------------- | -------------------------- | -------------------------- | -------------------------- |
| Leichtathletik      | 100-Meter-Lauf             | 100-Meter-Lauf             | 100-Meter-Lauf             |
| Leichtathletik      | 4-mal-100-Meter-Staffel    | 110-Meter-Hürdenlauf       | 110-Meter-Hürdenlauf       |
| Leichtathletik      | Dreisprung                 | Weitsprung                 | 4-mal-100-Meter-Staffel    |
| Leichtathletik      | Speerwurf                  | Speerwurf                  | Weitsprung                 |
| Leichtathletik      |                            | Speerwurf                  |                            |
| Leichtathletik      | Hammerwurf                 |                            |                            |
| Turnen              | Rhythmische Sportgymnastik | Rhythmische Sportgymnastik | Rhythmische Sportgymnastik |
| Turnen              |                            | Trampolinturnen            |                            |
| Wassersport         | 100-Meter-Freistil         | 100-Meter-Freistil         | 100-Meter-Freistil         |
| Hof-und-Feld-Spiele | Fußball                    | Fußball                    | —                          |
| Hof-und-Feld-Spiele | Beachvolleyball            | Beachvolleyball            | —                          |
| Hof-und-Feld-Spiele | Rugby                      | Golf                       | —                          |
| Bahnradsport        | BMX                        | BMX                        | —                          |
| Sportschießen       | Bogenschießen Einzel       | Bogenschießen Einzel       | Bogenschießen Einzel       |
| Kampfsport          | Boxen                      | Boxen                      | —                          |
| Reitsport           | Springreiten               | Springreiten               | —                          |
| Duelldisziplinen    | Fußball-Duell              | —                          | —                          |
| Duelldisziplinen    | Rugby-Duell                | —                          | —                          |
| Duelldisziplinen    | Beachvolleyball-Duell      | —                          | —                          |

## Synchronisation
Während die Stimmen der Super-Mario-Charaktere im Spiel unabhängig von der Region identisch sind, verfügt Mario & Sonic bei den Olympischen Spielen Rio 2016 erneut über deutsche, englische, japanische, französische, spanische und italienische Synchronisation der Sonic-Charaktere, welche denen vorheriger Sonic-Spiele entsprechen und größtenteils daraus wiederverwendet wurden.
| Super-Mario-Synchronsprecher in Mario & Sonic 2016 | Super-Mario-Synchronsprecher in Mario & Sonic 2016 |
| Figur im Spiel                                     | Synchronsprecher                                   |
| -------------------------------------------------- | -------------------------------------------------- |
| Mario                                              | Charles Martinet                                   |
| Luigi                                              | Charles Martinet                                   |
| Wario                                              | Charles Martinet                                   |
| Waluigi                                            | Charles Martinet                                   |
| Prinzessin Peach                                   | Samantha Kelly                                     |
| Toad                                               | Samantha Kelly                                     |
| Yoshi                                              | Kazumi Totaka                                      |
| Birdo                                              | Kazumi Totaka                                      |
| Bowser                                             | Kenny James                                        |
| Knochenbowser                                      | Kenny James                                        |
| Bowser Jr.                                         | Caety Sagoian                                      |
| Prinzessin Daisy                                   | Deanna Mustard                                     |
| Rosalina                                           | Laura Faye Smith                                   |
| Donkey Kong                                        | Takashi Nagasako                                   |
| Diddy Kong                                         | Katsumi Suzuki                                     |
| Larry Koopa                                        | Lani Minella                                       |
| Wendy O. Koopa                                     | Lani Minella                                       |
| Roy Koopa                                          | Dan Falcone                                        |
| Ludwig von Koopa                                   | Mike Vaughn                                        |
| Mopsie                                             | Natsuko Yokoyama                                   |
| Lakitu                                             | Dex Manley                                         |
| Shy Guy                                            | Nate Bihldorff                                     |

| Sonic-the-Hedgehog-Synchronsprecher in Mario & Sonic 2016 | Sonic-the-Hedgehog-Synchronsprecher in Mario & Sonic 2016 | Sonic-the-Hedgehog-Synchronsprecher in Mario & Sonic 2016 | Sonic-the-Hedgehog-Synchronsprecher in Mario & Sonic 2016 | Sonic-the-Hedgehog-Synchronsprecher in Mario & Sonic 2016 | Sonic-the-Hedgehog-Synchronsprecher in Mario & Sonic 2016 | Sonic-the-Hedgehog-Synchronsprecher in Mario & Sonic 2016 |
| Figur im Spiel                                            | Deutscher Synchronsprecher                                | Englischer Synchronsprecher                               | Japanischer Synchronsprecher                              | Französischer Synchronsprecher                            | Spanischer Synchronsprecher                               | Italienischer Synchronsprecher                            |
| --------------------------------------------------------- | --------------------------------------------------------- | --------------------------------------------------------- | --------------------------------------------------------- | --------------------------------------------------------- | --------------------------------------------------------- | --------------------------------------------------------- |
| Sonic the Hedgehog                                        | Marc Stachel                                              | Roger Craig Smith                                         | Jun'ichi Kanemaru                                         | Alexandre Gillet                                          | Jonatán López                                             | Renato Novara                                             |
| Miles Tails Prower                                        | Anke Kortemeier                                           | Colleen O’Shaughnessey                                    | Ryō Hirohashi                                             | Marie-Eugénie Maréchal                                    | Graciela Molina                                           | Benedetta Ponticelli                                      |
| Knuckles the Echidna                                      | Claus-Peter Damitz                                        | Travis Willingham                                         | Nobutoshi Canna                                           | Sébastien Desjours                                        | Sergio Mesa                                               | Maurizio Merluzzo                                         |
| Amy Rose                                                  | Shandra Schadt                                            | Cindy Robinson                                            | Taeko Kawata                                              | Naïké Fauveau                                             | Meritxell Ribera                                          | Serena Clerici                                            |
| Dr. Eggman                                                | Hartmut Neugebauer                                        | Mike Pollock                                              | Kōtarō Nakamura                                           | Marc Bretonnière                                          | Francesc Belda                                            | Aldo Stella                                               |
| Dr. Eggman Nega                                           | Hartmut Neugebauer                                        | Mike Pollock                                              | Kōtarō Nakamura                                           | Marc Bretonnière                                          | Francesc Belda                                            | Aldo Stella                                               |
| Shadow the Hedgehog                                       | Klaus Lochthove                                           | Kirk Thornton                                             | Kouji Yusa                                                | Benoît DuPac                                              | Manuel Gimeno                                             | Claudio Moneta                                            |
| Rouge the Bat                                             | Marianne Graffam                                          | Karen Strassman                                           | Rumi Ochiai                                               | Marie Lenoir                                              | Ana Vidal                                                 | Jasmine Laurenti                                          |
| Silver the Hedgehog                                       | Roland Wolf                                               | Quinton Flynn                                             | Daisuke Ono                                               | Hervé Grull                                               | Ángel de Gracia                                           | Davide Albano                                             |
| Blaze the Cat                                             | Greta Galisch de Palma                                    | Laura Bailey                                              | Nao Takamori                                              | Delphine Braillon                                         | Carmen Ambrós                                             | Tania De Domenico                                         |
| Vector the Crocodile                                      | Andi Krösing                                              | Keith Silverstein                                         | Kenta Miyake                                              | Philippe Roullier                                         | Alfonso Vallés                                            | Diego Sabre                                               |
| Espio the Chameleon                                       | Andreas Hofer                                             | Matthew Mercer                                            | Yūki Masuda                                               | Antoine Nouel                                             | Dani Albiac                                               | Silvio Pandolfi                                           |
| E-123 Omega                                               | Mario Hassert                                             | Vic Mignogna                                              | Taiten Kusunoki                                           | Thierry Buisson                                           | Jordi Salas                                               | Marco Pagani                                              |
| Cream the Rabbit                                          | Nicole Hannak                                             | Michelle Ruff                                             | Sayaka Aoki                                               | Marie Millet                                              | Geni Rey                                                  | Sabrina Bonfitto                                          |
| Sticks the Badger                                         | Nicole Hannak                                             | Nika Futterman                                            | Aoi Yuki                                                  | Claire Morin                                              | Carme Ambrós                                              | Anna Mazza                                                |
| Jet the Hawk                                              | Roland Wolf                                               | Michael Yurchak                                           | Daisuke Kishio                                            | Benjamin Bollen                                           | Sergio Mesa                                               | Andrea De Nisco                                           |
| Wave the Swallow                                          | Jennifer Weiß                                             | Kate Higgins                                              | Chie Nakamura                                             | Annouck Hautbois                                          | Laura Prats                                               | Deborah Morese                                            |
| Zavok                                                     | Klaus Lochthove                                           | Travis Willingham                                         | Jōji Nakata                                               | Benoît Allemane                                           | Miguel Ángel Jenner                                       | Gianni Gaude                                              |
| Zazz                                                      | Gerold Ströher                                            | Liam O’Brien                                              | Yutaka Aoyama                                             | Gilbert Levy                                              | Rafael Parra                                              | Diego Sabre                                               |
| Big the Cat                                               | Andreas Sparberg                                          | Kyle Hebert                                               | Takashi Nagasako                                          | Antoine Nouel                                             | Santi Lorenz                                              | Andrea De Nisco                                           |
| Orbot                                                     | Romanus Fuhrmann                                          | Kirk Thornton                                             | Mitsuo Iwata                                              | Tony Marot                                                | Alberto Vilar                                             | Massimo Di Benedetto                                      |
| Cubot                                                     | Matthias Horn                                             | Wally Wingert                                             | Wataru Takagi                                             | Benjamin Pascal                                           | Xadi Mouslemeni Mateu                                     | Luca Sandri                                               |
| Omochao                                                   | Tabea Börner                                              | Laura Bailey                                              | Etsuko Kozakura                                           | Delphine Braillon                                         | Sofía García                                              | Sabrina Bonfitto                                          |
| Ansager                                                   | Steffan Boje                                              | Tiago Augusto Souza Barreiro                              | Ana Carolina Souza Barreiro                               | Olivier Deslandes                                         | Fabio Tassone                                             | Angelo Cola                                               |

## Rezeption
Mario & Sonic bei den Olympischen Spielen Rio 2016 wurde überwiegend durchschnittlich bewertet.

„Zwei Monate länger hat es bis zur „großen“ Fassung der Maskottchen-Olympiade gedauert – ich frage mich, was der Grund dafür ist… Am umfangreichen Inhalt kann es kaum liegen, denn der ist mit 14 Disziplinen so schmal wie noch nie, nachdem sogar die Fantasie-Varianten diesmal fast komplett gekippt wurden. Dass der lieblose Online-Versuch des Winter-Vorgängers gestrichen wurde, stört nicht weiter – allerdings vermisse ich vernünftige Spielmodi, die über simple Einzel- und Mehrrundenwettkämpfe hinausgehen. Was vorhanden ist, spielt sich gut – aber es ist einfach (zu) wenig. Solides Multidisziplinen-Sportspiel ohne echte Durchhänger, aber mit deutlich weniger Inhalt als in der 3DS-Version.“

„Bereits mit der 3DS-Version von Rio 2016 hatte ich meinen Spaß – trotz ihrer schicken Präsentation sind sowohl die Handheld-Fassung als auch die Wii-U-Version aber letztendlich nur Minispielsammlungen. Ein paar dicke Brummer wie Fußball und 7er-Rugby bieten etwas mehr Fleisch, die meisten Disziplinen dauern aber oft nur wenige Minuten. Das passt aber eigentlich prima – nicht nur ist Rio 2016 so nämlich ein feines Teil für Zwischendurch, die Wettbewerbe bei den echten Olympischen Spielen beanspruchen pro Kandidat ja auch oft nicht mehr als einige wenige entscheidende Momente. Inhaltlich bietet Rio 2016 nicht viel Neues, liefert sein typisches Sport-Minispielkonzept aber sehr kompetent und mit einigen motivierenden Aufhängern und Rahmenhandlungen ab.“

„Mario & Sonic bei den Olympischen Spielen: Rio 2016 setzt auf viel Altbewährtes und macht auch Vieles richtig: Es gibt durchaus abwechslungsreiche Disziplinen von unterschiedlicher Qualität und Langzeitmotivation. Mit mehreren Spielern ist sowieso immer das Potenzial für unterhaltsame Duelle vorhanden. Außerdem sind Geistermatches und das Helden-Duell eine nette Ergänzung. Trotzdem gibt es reichlich Abzüge in der B-Note: Direkte Online-Duelle sind weiterhin nicht möglich. Die Anzahl der Disziplinen ist nicht besonders hoch, aber noch in Ordnung – gerade die verrückten Duell-Varianten mit Items und anderen kreativen Ideen hätten aber durchaus in mehr als drei Disziplinen angeboten werden dürfen. Wirklich unglücklich ist die Entscheidung, auf sämtliches kreatives Potenzial von Wii-Fernbedienung und GamePad zu verzichten und die Steuerung somit auf die klassische Knopfsteuerung zu beschränken, die schon vor vielen Konsolengenerationen genauso funktioniert hat. Wer sich also ein bisschen über Bewegungssteuerung, Kreativität und Abwechslung in der Bedienung freuen kann, sollte lieber zur Nintendo 3DS-Version greifen oder ältere Heimkonsolen-Fassungen herauskramen. Wer dagegen das klassische Spielprinzip liebt, wird auch mit diesem Spiel seine Freude haben.“

Zudem stellt es das letzte Spiel der Serie auf Wii U und Nintendo 3DS dar sowie das letzte Sonic-the-Hedgehog-Spiel für die Wii U.